# Saint-Pancrace (Käse)
Der Saint-Pancrace ist ein französischer Rohmilchkäse, der aus Ziegenmilch hergestellt wird. Es handelt sich um einen Fermier-Käse, bei dem der Käser Besitzer der Tiere ist, deren Milch er verarbeitet. Der Käse reift etwa zwei bis drei Wochen.
Charakteristisch für den Saint-Pancrace sind die blauen Schimmelflecken, die sich auf der trocknenden Rinde bilden. Der Teig ist fest und glatt. Das Aroma ist mild und schwach süß. Der Fettgehalt in der Trockenmasse beträgt 45 %.
Der Käse kommt in einem Laib mit einem Durchmesser von 11 Zentimeter in den Handel.
Als Wein passt zu diesem Käse Condrieu.